# Oryktodrom
Oryktodrom (Oryctodromeus) – rodzaj ornitopoda żyjącego na początku późnej kredzie w Ameryce Północnej. Został opisany w 2007 roku przez Davida Varricchio i współpracowników w oparciu o niekompletny szkielet (MOR 1636a) obejmujący złączone kości przedszczękowe i tylną część puszki mózgowej, trzy kręgi szyjne, sześć tułowiowych, kość krzyżową i dwadzieścia trzy kręgi ogonowe, łopatkę, kość kruczą, kość łopatkowo-kruczą, ramienną, łokciową, promieniową, piszczele, dystalną część kości strzałkowej i IV kość śródstopia. Paratyp MOR 1636b obejmuje szczątki czaszki i szkieletu pozaczaszkowego dwóch juwenilnych osobników, znalezione w pobliżu holotypu. Szczątki te odkryto w górnych warstwach formacji Blackleaf w południowej Montanie. W 2010 roku Krumenacker opisał skamieniałości kilkunastu oryktodromów z formacji Wayan – będącej prawdopodobnie tego samego wieku, co Blackleaf, czyli około 95 mln lat – w południowo-wschodnim Idaho.
Oryctodromeus miał stosunkowo szeroką czaszkę. W skład kości krzyżowej wchodziło siedem kręgów, w tym dwa tylne kręgi tułowiowe wraz z ich żebrami. Kość biodrowa cechowała się bardzo krótką częścią przedpanewkową, a długą zapanewkową. Oryktodrom osiągał średnie rozmiary jak na przedstawiciela gradu hipsylofodontów – mierzył prawdopodobnie około 2 m długości i ważył 10–20 kg. Miał stosunkowo długi ogon, stanowiący ponad połowę długości całego zwierzęcia. Oryktodrom prawdopodobnie kopał nory i prowadził przynajmniej częściowo podziemny tryb życia, na co wskazuje odnalezienie holotypu i paratypu w pozostałościach wydrążonego tunelu, odpowiadającego rozmiarami dinozaurom. Cechy pyska, obręczy barkowej, miednicy wspierają hipotezę o kopaniu nor przez oryktodromy, podczas gdy kończyny miały proporcje typowe dla zwierząt kursorialnych (biegających). Oryctodromeus jest pierwszym znanym dinozaurem kopiącym nory, później nory przypisywane dinozaurom odkryto również w Australii, kopać je mógł również blisko spokrewniony z oryktodromem Koreanosaurus. Juwenilne oryktodromy odnalezione przy dorosłym holotypie były stosunkowo duże (ok. 1,3 m długości), co sugeruje, że opieka rodzicielska trwała co najmniej kilka miesięcy.
Analizy filogenetyczne sugerują, że Oryctodromeus jest bazalnym przedstawicielem euornitopodów, prawdopodobnie tworzącym klad z rodzajami Orodromeus, Zephyrosaurus i Koreanosaurus, który definiuje obecność kilku synapomorfii.
Nazwa Oryctodromeus w języku greckim oznacza „kopiący biegacz”, natomiast nazwa gatunkowa gatunku typowego, cubicularis – „z legowiska”, co odnosi się do zasiedlania nor w ziemi przez oryktodromy.